# Marele Zid Chinezesc
Marele Zid Chinezesc (în chineză: 萬里長城, Wànlĭ Chángchéng, „zidul lung de 10.000 Li”; în chineza simplificată 万里长城, Zhōngguó Chángchéng. „marele zid chinezesc”) este o construcție strategică de mii de kilometri lungime, cu rol de apărare. Zidul a fost construit cu scopul de apărare a graniței imperiului chinez contra atacurilor popoarelor nomade din nordul Chinei. Este o construcție gigantică considerată după volum ca fiind cea mai mare de pe glob, cu o lungime de 21.196,18 km.

## Istoric

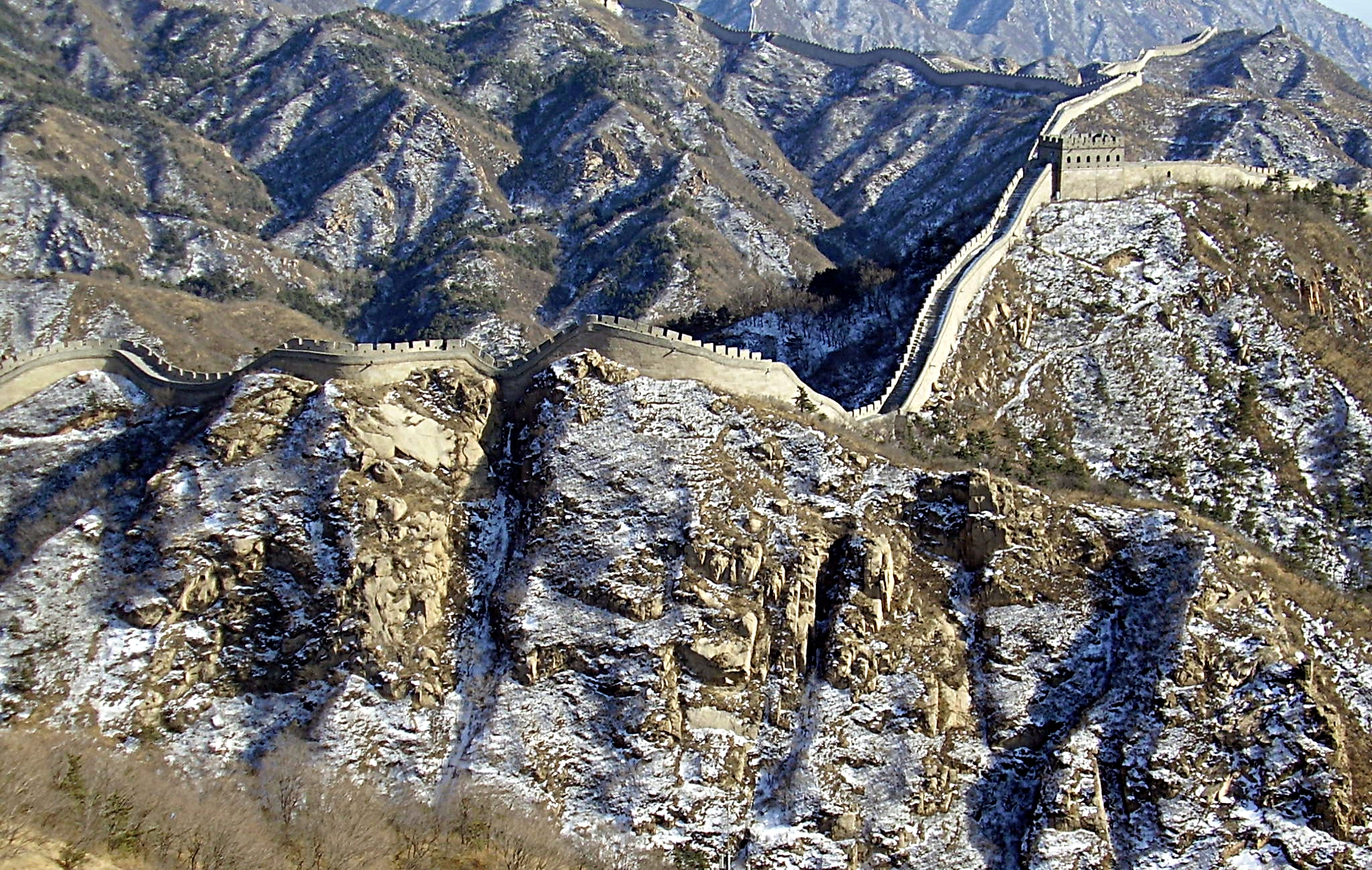
Marele Zid Chinezesc (văzut iarna) - este una dintre cele mai îndrăznețe și impunătoare construcții realizate vreodată de om

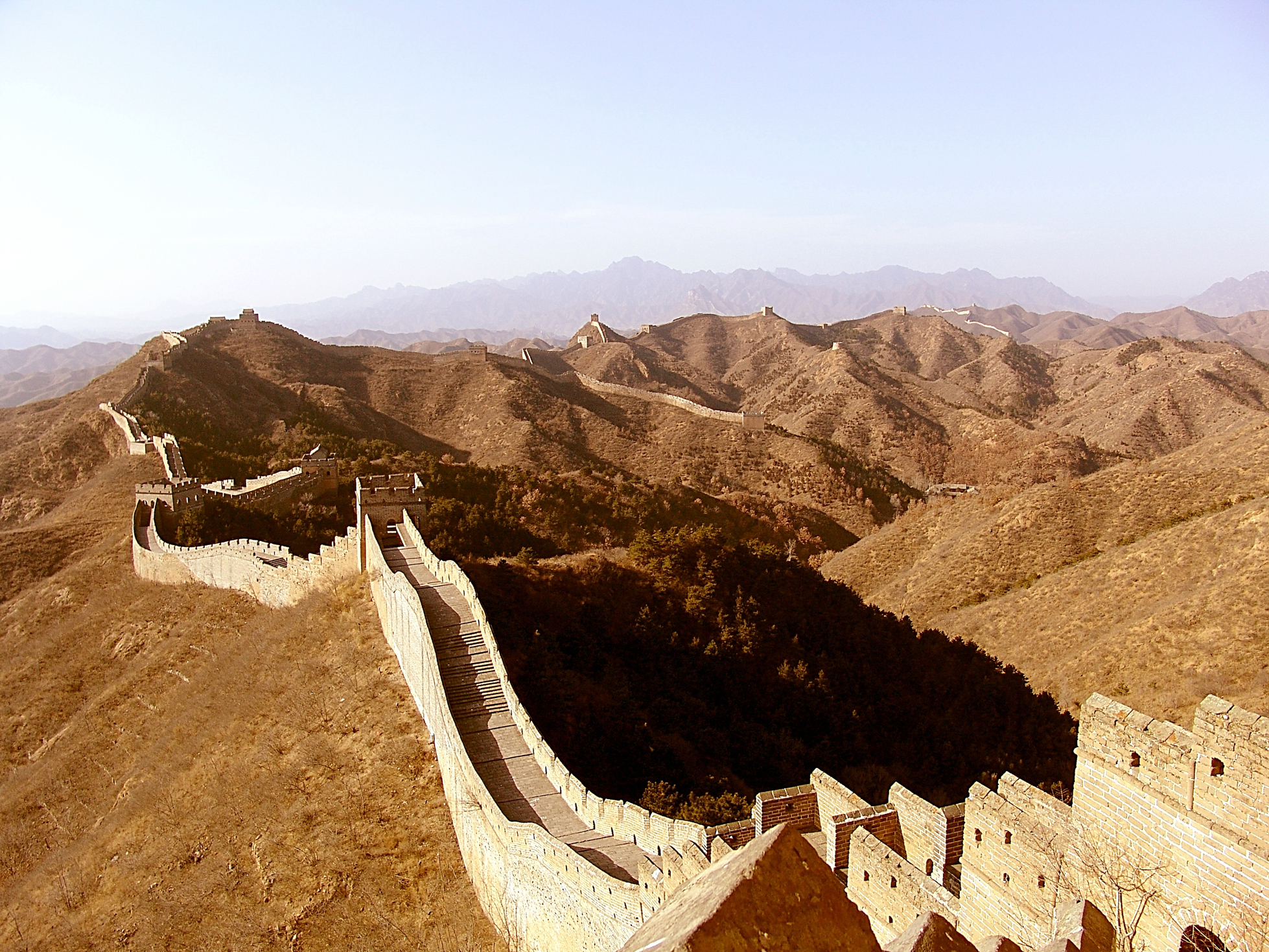
Cele 24 de turnuri de observație din dreptul localității Jinshanling, reconstruite în Epoca Ming

Prima porțiune a zidului a fost construită probabil în a doua jumătate a secolului V î.Hr, în timpul dezbinării Imperiului Chinez (475-221 î.Hr.), cu scop de apărare împotriva nomazilor din nord.
În anul 214 î.Hr., împăratul Qin Shihung-di permite să se construiască prima parte a zidului de la fluviul Galben, ca apărare față de poporul nomad Xiongnu (numiți în Europa huni). Spre deosebire de zidul construit mai devreme care se întinde și în văi, zidul acesta era construit numai pe crestele munților. Din lipsă de argilă s-a folosit la construcția zidului numai piatră așezată pe straturi. Din acele timpuri zidul a fost mereu reclădit, atingând în timpul dinastiei Ming lungimea maximă. În anul 1493 împăratul Hongzhi a început construcția zidului dinastiei Ming care servea ca apărare contra mongolilor și pentru o supraveghere mai bună a drumurilor comerciale, ca porțiunea centrală a drumului mătăsii, pe crestele munților începându-se o construcție deosebit de costisitoare.
Mortarul folosit era produs din piatră de calcar arsă, amestecată cu amidonul din orez. La construcția interioară a zidului se folosea un amestec de argilă, nisip și piatră cioplită. Grosimea zidului este foarte diferită, astfel de exemplu în regiunea Peking, zidul are o grosime între 4 și 8 m, la coama zidului 8, iar la bază 10 m grosime. La intervale de câteva sute de metri s-au construit turnuri de 12 m înălțime cu rolul de observare, transmitere de semnale și depozit de arme. Se apreciază ca ar fi existat cca. 25.000 de asemenea turnuri integrate în zid și 15.000 de turnuri pentru semnalizare, care făceau legătura cu capitala situată lângă Kashgar. Codul de semnale era simplu, dacă se observa agresorul se făcea foc în turn.
Construcție gigantică a lumii antice, Marele Zid Chinezesc măsoară 21.196,18 de kilometri lungime, fiind și astăzi „cel mai lung zid de pe Terra”. Nu se știe cu exactitate care din formațiunile statale chineze a hotărât înconjurarea teritoriului său cu valuri de pământ și piatră. Pentru a-și proteja statul pe care îl unificase, primul împărat al Chinei, Qin (221-210 î.Hr.) poruncește să fie legate între ele fortificații clădite de predecesorii săi. Astfel va înainta atât spre est cât și spre vest, pe o lungime totală de circa 5.000 kilometri, realizând cel mai lung zid ce va deveni, ulterior, celebru. În timpul următoarei dinastii, Han (206 î.Hr.-220 d.Hr.), zidul a fost din nou prelungit spre est și spre vest până la o lungime de 21.196,18 kilometri. Suferind stricăciuni mari de-a lungul unui mileniu, Marele Zid Chinezesc a fost refăcut pe circa 6.400 kilometri în timpul dinastiei Ming (1368-1644), dinastie ce a fixat și capitala statului la Beijing (forma în care s-a păstrat până astăzi).
Șerpuind pe crestele munților și ale dealurilor, dar și prin văile adânci, zidul, prevăzut din loc în loc cu forturi cu aspect paralelipipedic și turnuri înalte de apărare, are o înălțime de 12 metri și o lățime de 6,5 metri. Pavat cu piatră, era folosit ca șosea strategică dar și ca drum comercial.
Lăsat în paragină începând cu secolul al XIX-lea, Marele Zid Chinezesc a fost luat sub protecție guvernamentală din 1952, fiind declarat monument istoric al Chinei. Cu toate astea, numai o mică porțiune din zid a fost reabilitată și accesibilă turiștilor.

## Controverse
În anul 1754, anticarul britanic William Stukeley a menționat într-o scrisoare faptul că „Zidul lui Hadrian e întrecut doar de Marele Zid Chinezesc, putând fi văzut de pe lună”. În 1895, Henry Norman, jurnalist englez, a citat același lucru într-un articol de ziar. După anii 50' mitul a început să se răspândească, deși el a fost demontat de toate misiunile spațiale ce au ajuns pe Lună, echipajele spunând că Marele Zid nu este vizibil nici măcar de pe orbită.

## Galerie de imagini

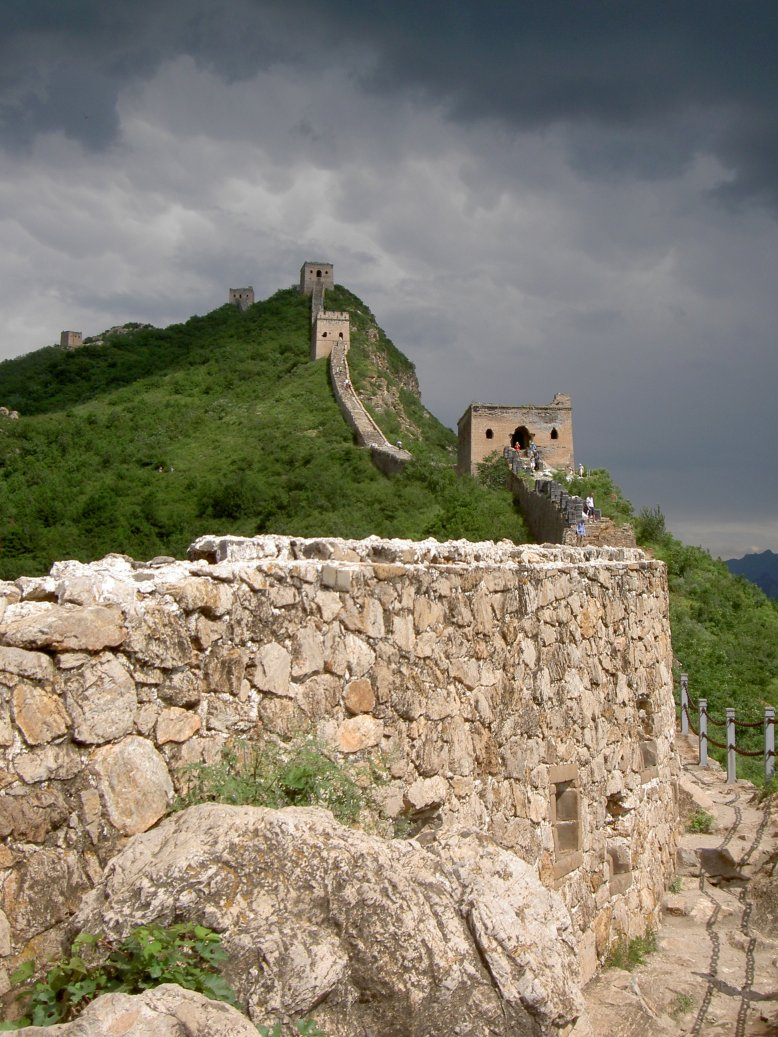
Zidul chinezesc la Simatai
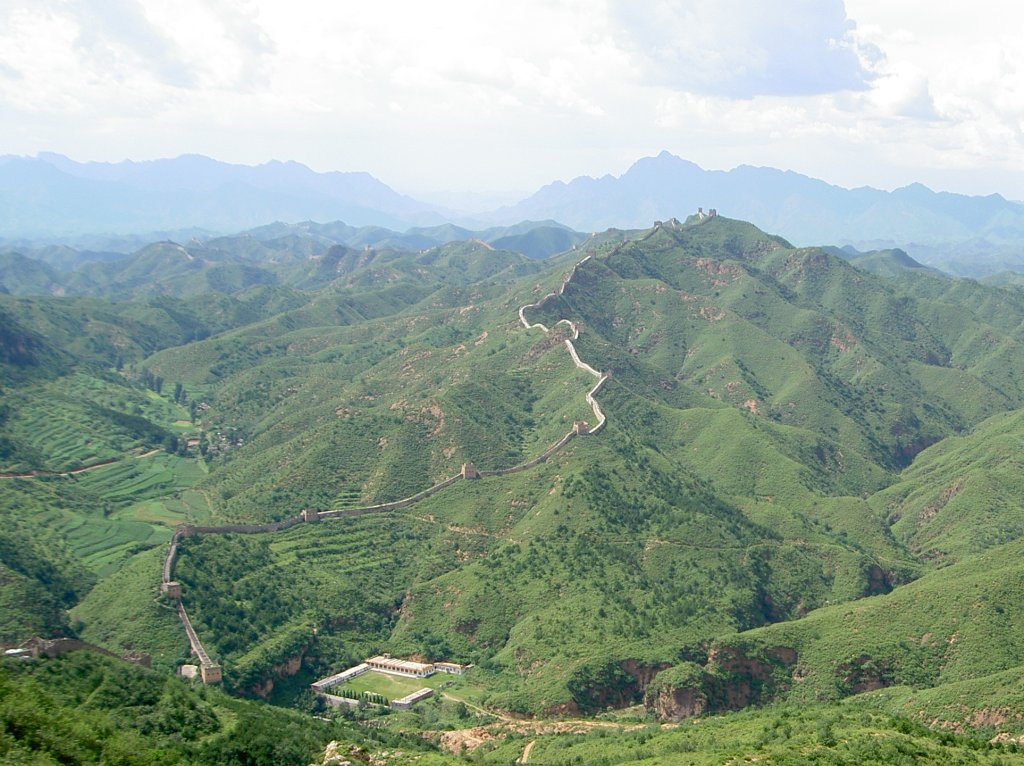
Simatai
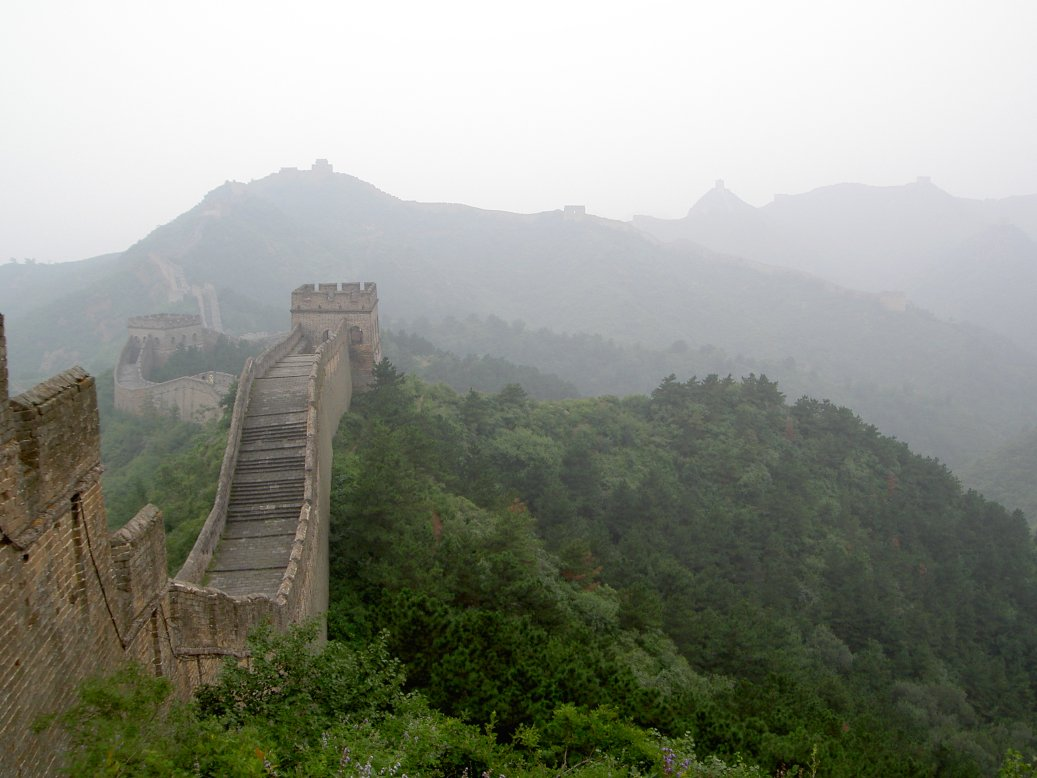
Zidul chinezesc la Badaling
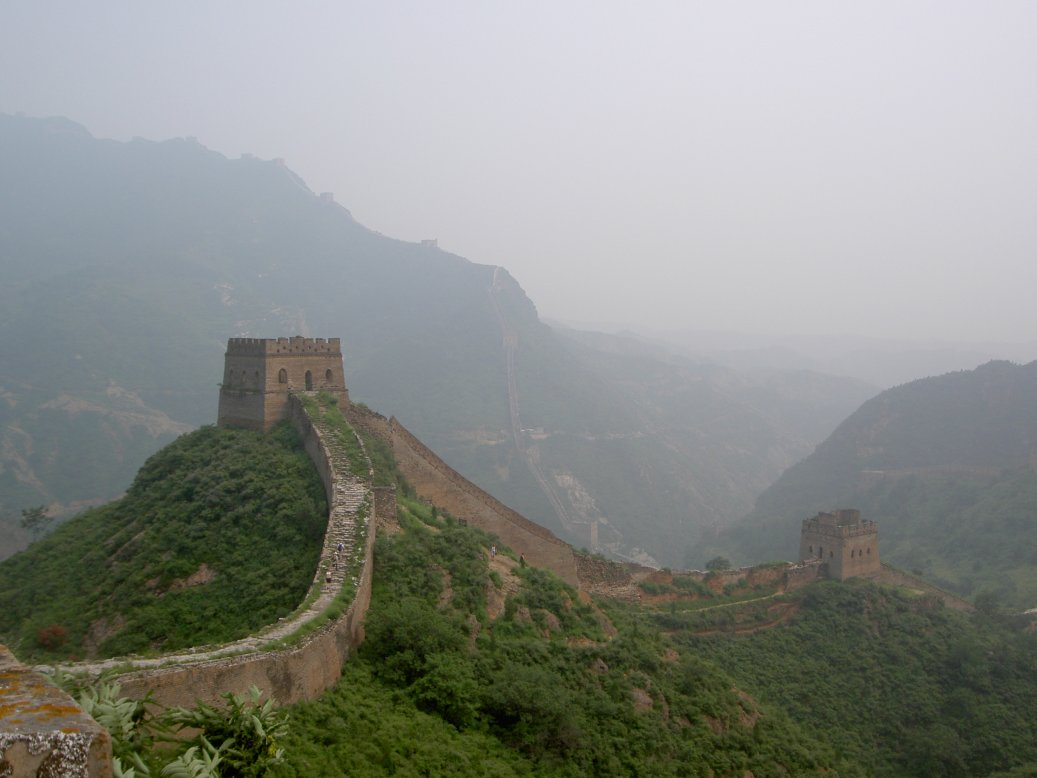
De la Badaling la Simatai